# Caladenia cucullata
Caladenia cucullata là một loài thực vật có hoa trong họ Lan. Loài này được Fitzg. mô tả khoa học đầu tiên năm 1876.